# Laleczka Chucky 3
Laleczka Chucky 3 (tytuł oryg. Child's Play 3) – amerykański filmowy horror z roku 1991, drugi sequel Laleczki Chucky (1988) Toma Hollanda.

## Obsada
- Justin Whalin – Andy Barclay
- Perrey Reeves – Kristen De Silva
- Jeremy Sylvers – Ronald Tyler
- Travis Fine – podpułkownik Brett C. Shelton
- Dean Jacobson – Harold Aubrey Whitehurst
- Brad Dourif – głos Chucky’ego
- Peter Haskell – pan Sullivan
- Dakin Matthews – pułkownik Cochrane
- Andrew Robinson – sierżant Botnick
- Burke Byrnes – sierżant Clark

## Kasowość
| Świat | US$ 20,560,255 |